# Bismarcksäule (Waldshagen)
Die Bismarcksäule von Waldshagen – auch als „Bismarcksäule am Vierer See“, „Bismarcksäule Plön“ oder „Bismarcksäule Plön-Waldshagen“ bezeichnet – ist einer von acht Bismarcktürmen in Schleswig-Holstein. Sie steht auf einer kleinen Anhöhe in einem Waldstück östlich der Südspitze des Vierer Sees, rund drei Kilometer südöstlich von Plön. Der Standort gehört zu Waldshagen, einem Ortsteil der Gemeinde Bösdorf im Kreis Plön. Der von dem damaligen Besitzer des Guts Waldshagen zu Ehren von Otto von Bismarck errichtete Turm wurde am 29. Juli 1913 eingeweiht. Die Planung stammte von Albert Klücher und Architekt Waldvogel, beide in Eutin ansässig.

## Beschreibung

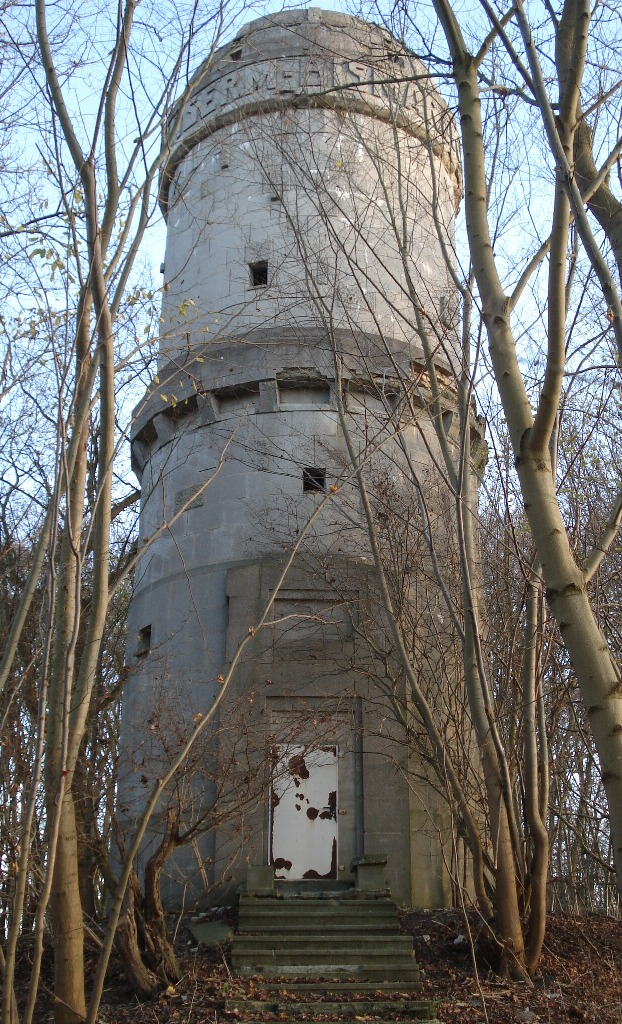
Bismarcksäule Waldshagen, verschlossener Eingang

Die Bismarcksäule ist ein runder Aussichtsturm von etwa 6 m Durchmesser und ursprünglich 26 m Höhe. Ihr Backstein-Mauerwerk wurde an der Außenseite mit sorgfältig behauenem Naturstein (grauem Granit) verblendet. Der Eingang der Bismarcksäule ist über eine Treppe erschlossen und mit einem hohen Portal betont. Gegliedert wird der Turm in der Mitte durch ein Gesims, an dem Teile des Natursteins herausgebrochen sind. Daneben wird die Fassade durch einige kleine Fenster sowie nicht glatt behauene, leicht hervorstehende Steine aufgelockert. An der Spitze befindet sich ein Relief mit der Inschrift „UNSERM – BISMARCK – DEM – GROSSEN – DEUTSCHEN“. Darüber verjüngt die Säule sich kuppelartig bis zur auf 22 m Höhe gelegenen Aussichtsplattform. Ein früher vorhandener Aufbau, der eine Feuerschale trug, fehlt heute.
Die Bismarcksäule steht auf Privatgelände.